# Vince Cable
Vince Cable (teljes nevén John Vincent Cable; 1943. május 9. –) brit politikus, volt miniszter, a Liberális Demokraták volt vezetője.

## Életpályája
A harmadik legnagyobb országos brit parlamenti párt egyik legtekintélyesebb veteránja, Vince Cable, korábban a konzervatív-liberális koalícióban az üzleti ügyek minisztere volt. 2017 júliusában ő volt az egyetlen jelölt a Liberális Demokraták vezetői tisztségére, miután az előző vezető, Tim Farron a júniusi előrehozott választások után lemondott tisztségéről.
Sir Vince Cable a BBC televízió 2017. július 2-i vasárnapi politikai magazinműsorában kijelentette: - véleménye szerint - a folyamatosan romló gazdasági helyzet és a mélységes megosztottság arra késztetheti az embereket, hogy "újra átgondolják" a brit EU-tagságról tartott tavalyi népszavazás döntését.
2019. július 22-én lemondott a pártvezetői tisztségéről, utódja Jo Swinson lett. 